# Priorij Terbank
De Priorij Terbank is een voormalig klooster in de Belgische gemeente Leuven, waar augustinessen melaatsen verzorgden (12e-18e eeuw) en van dominicanessen (19e-20e eeuw).
Het is gelegen in de wijk Terbank; vandaag is het een school voor kinderen in het Bijzonder Onderwijs.

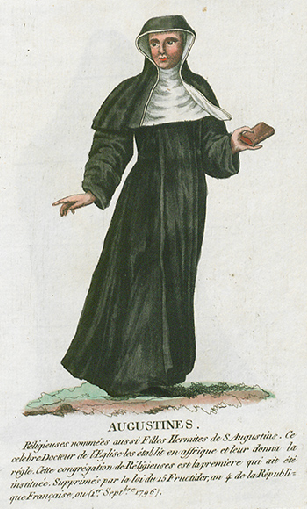
Augustines

## Augustinessen (1197-1796)

### Priorij met leprozerij (1197-1578)

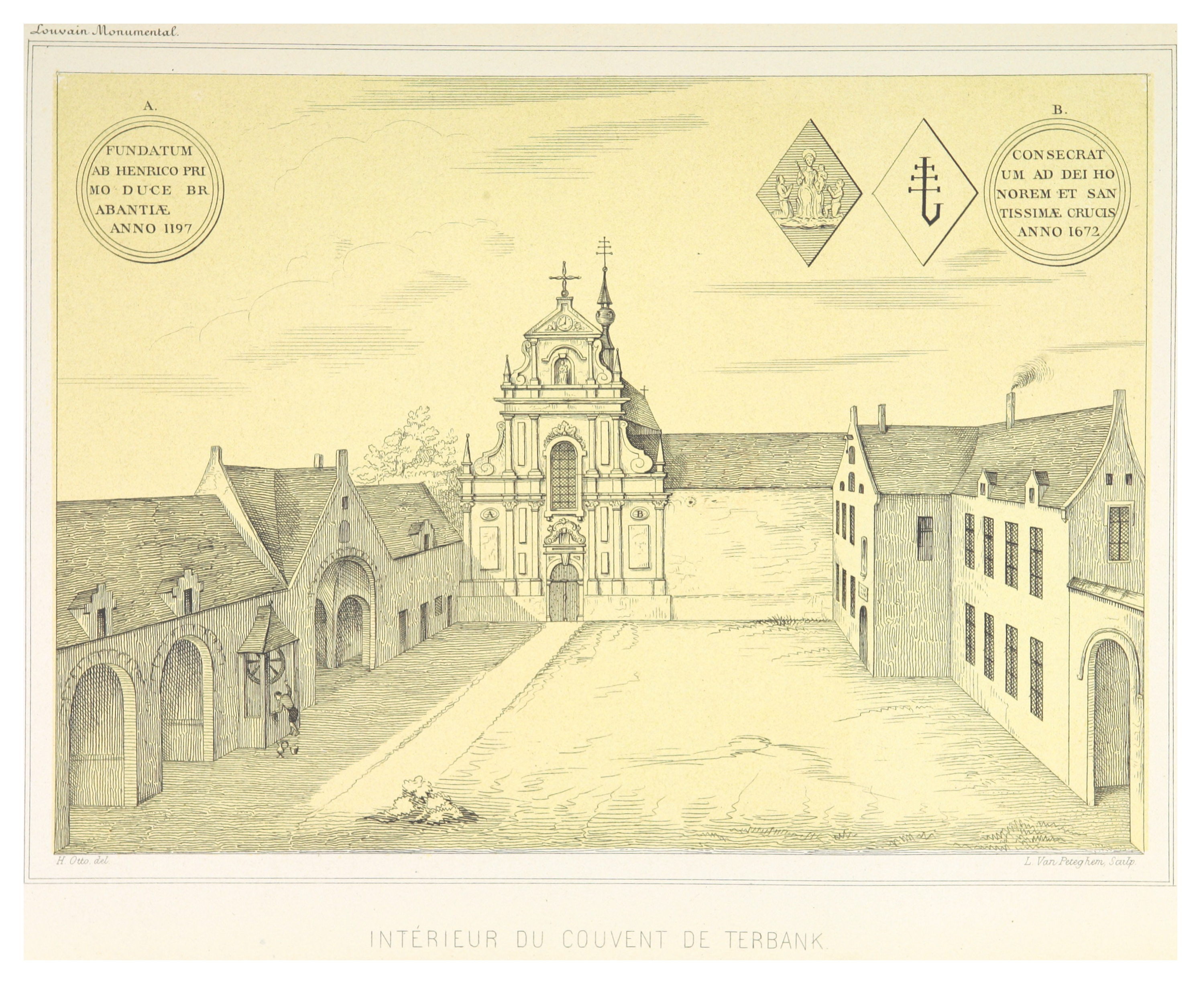
Priorij Terbank

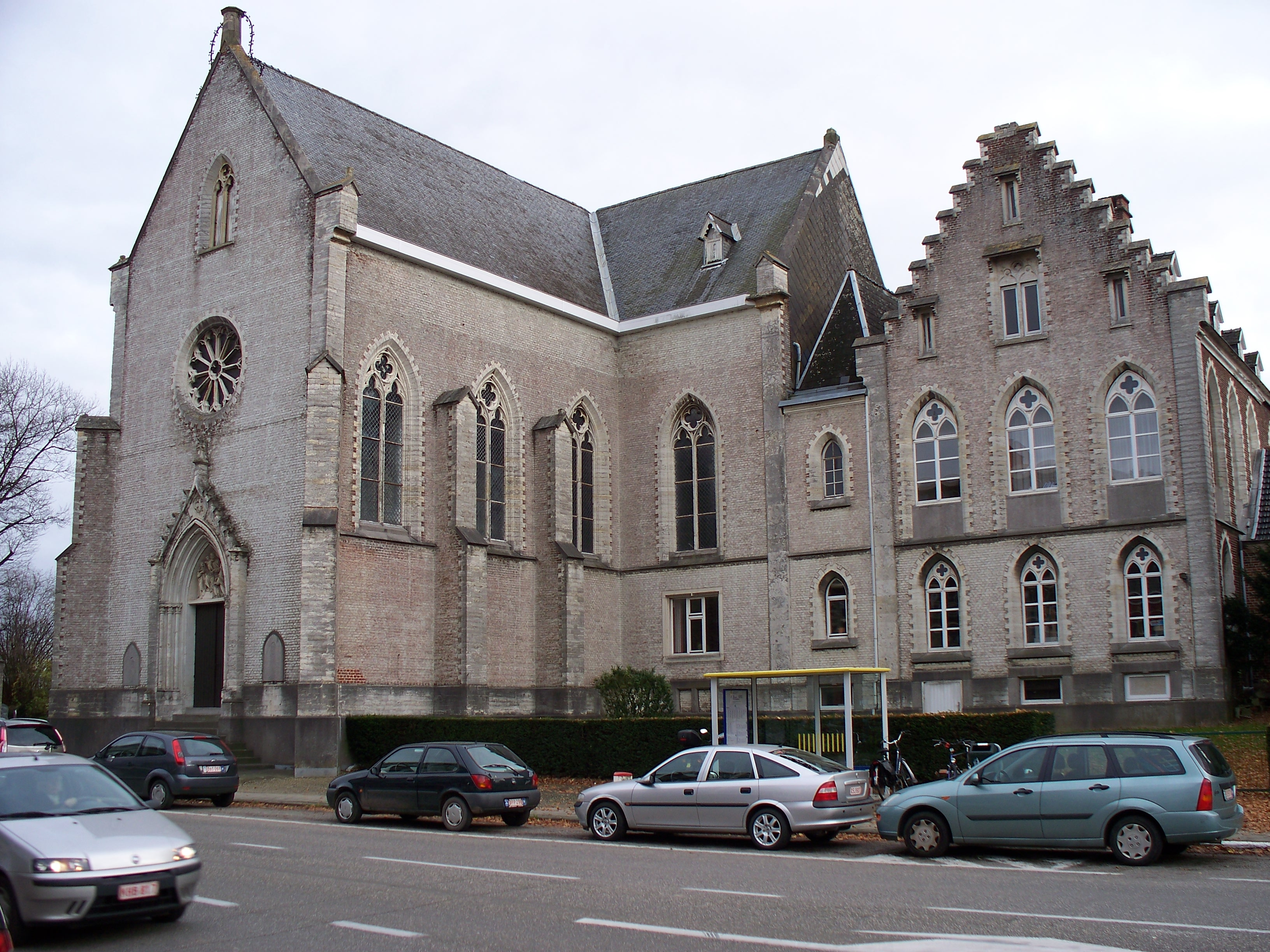
Neo-gotisch klooster

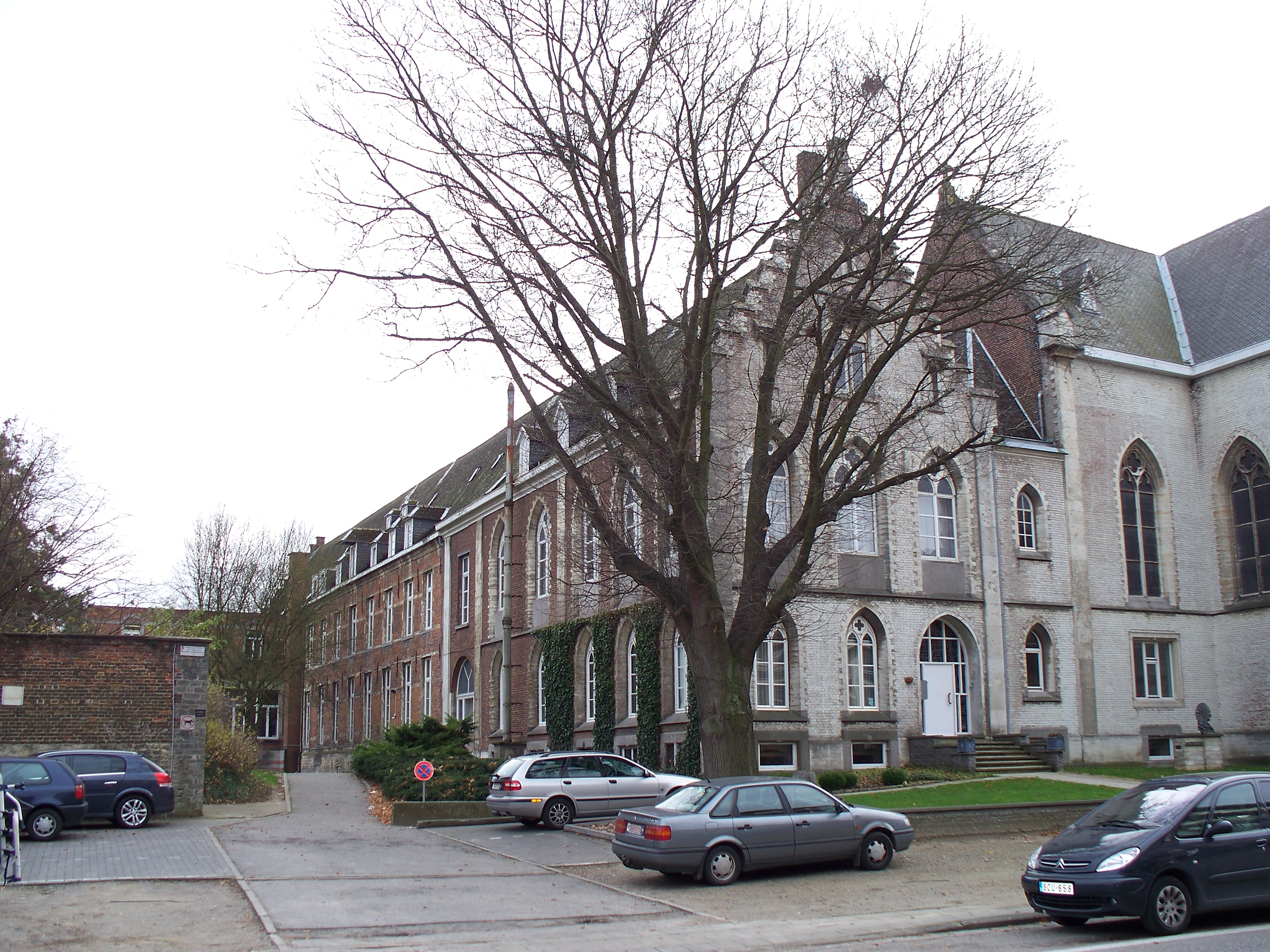

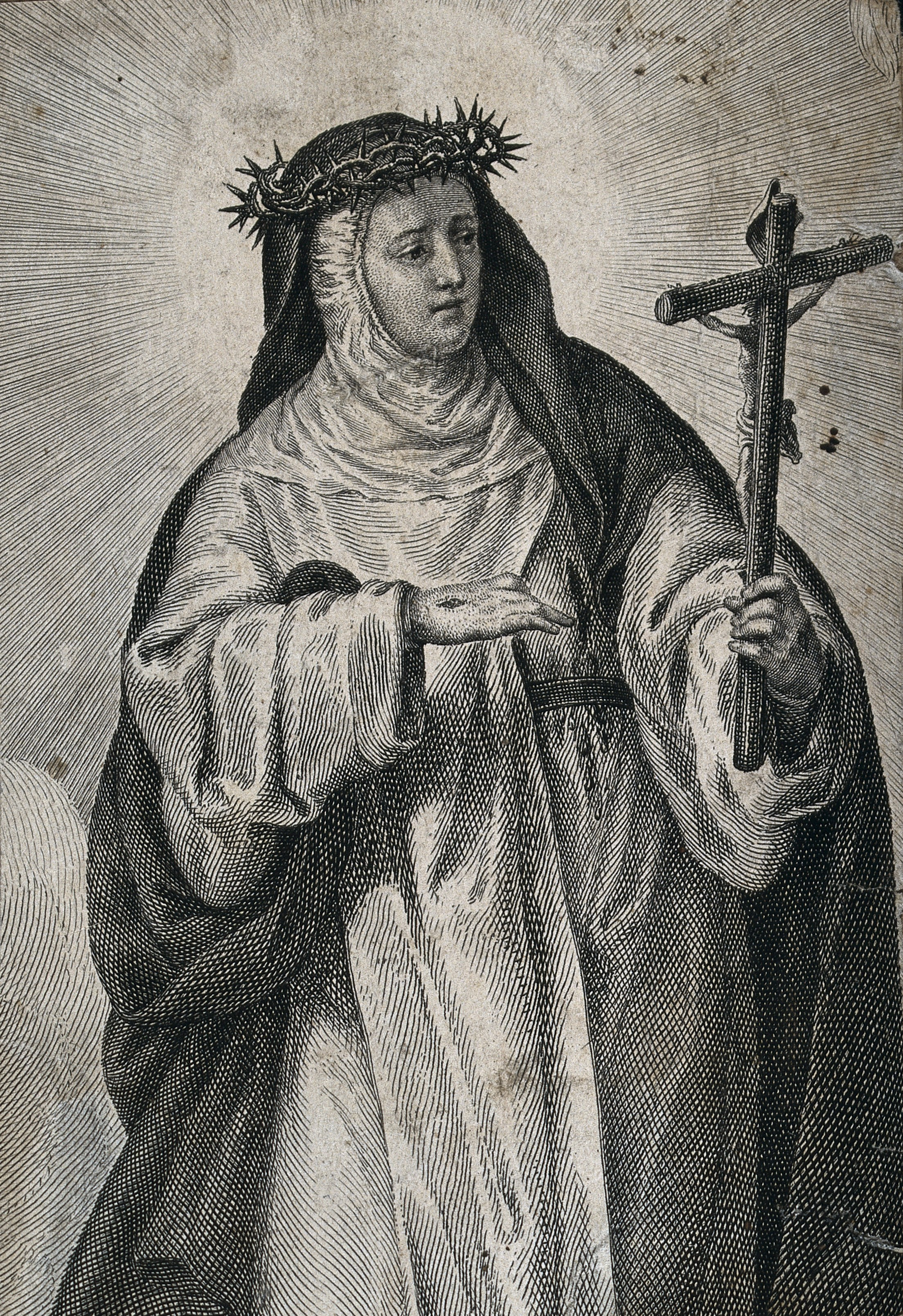
Heilige Catharina van Siena, dominicanes

In 1197 richtten Hugo van Pierrepont, prins-bisschop van Luik, en de nuntius Guy, bisschop van Palestrina, een klooster op, gelegen net buiten de stadsmuren van Leuven. Dit klooster lag toen in het bisdom Luik. Augustinessen trokken in het klooster. Het klooster diende aanvankelijk om Leuvense zieken te verzorgen en was oorspronkelijk gemengd met mannelijke en vrouwelijke religieuzen. In de loop van de 13e eeuw werd het een uitsluitend vrouwenklooster betrokken op leprozerie, onder bestuur van hertog Hendrik I van Brabant. Het aantal melaatsen nam immers zienderogen toe, niet alleen in Leuven maar in heel het hertogdom Brabant. De juridische constructie was niet eenvoudig: de augustinnessen stonden onder geestelijk bestuur van de cisterciënzers van Villers-la-Ville. De monniken van Villers, dat zelf een grootgrondbezitter was, hielden toezicht op meerdere vrouwelijke religieuze ordes. De monniken hadden in Leuven hun studiehuis/refugiehuis en konden dus regelmatig ter plaatse in de priorij toezicht houden. Administratief behoorde het klooster tot de stad Leuven (tot 1830), alhoewel Terbank buiten de stadsmuren lag. Kerkelijk hing het klooster af van het kapittel van Sint-Barthélemy, een van de vele kapittels in Luik, met lokaal toezicht door de abdij van Villers. Terbank lag immers in een uithoek van het bisdom Luik, aan de grens met het bisdom Kamerijk in Bertem.
Het klooster kreeg de naam Bank. Er zetelde immers een rechtbank, bestaande uit de priorin en de 3 oudste kloosterzusters. Wanneer iemand ergens in Brabant verdacht werd van lepra, oordeelden de 4 kloosterzusters over de aan- of afwezigheid van lepra. Indien de melaatse afkomstig was van Heverlee of Leuven, mocht hij verzorgd worden in het klooster zelf. De ziekencellen lagen verre distant van der woonighe der religieusen, met andere woorden, op een afstand van het verblijf der kloosterzusters, maar nog binnen het kloostercomplex. Indien deze persoon van buiten Leuven was, werd hij naar een leprozerie in zijn stad gestuurd; zo onmogelijk, werd hem het leven als bedelaar met ratel opgelegd.
De omvang van de leprozerie vroeg om een gedegen organisatie. Meerder keren dienden de abten van Villers toe te staan dat het aantal zusters verhoogd werd om de toenemende werkdruk aan te kunnen. In het centrum van Bertem bezat de priorij een hoeve (deze wordt in de literatuur wel eens verward met het Hof van Bertembos, dat toebehoorde aan de Paters Augustijnen).

### in puin (1578-1604)
In 1578, bij het uitbreken van de Tachtigjarige Oorlog, werd het 13e-eeuws klooster in puin geschoten. De Spaanse troepen van landvoogd Juan hielden er lelijk huis en het klooster met leprozerie was onbewoonbaar.

### Priorij zonder meer (1604-1783)
In 1604 begonnen de augustinessen met de heropbouw van Terbank, waarvan de resten vandaag beschermd erfgoed zijn. Het klooster werd volledig ommuurd. In 1635 werd het klooster opnieuw beschadigd door de Franse troepen; de schade was herstelbaar. Een kerk in barokke stijl werd ingewijd door de aartsbisschop van Mechelen, Alphonsus van Bergen, in het jaar 1672. De lepra werd zeldzamer in de streek. In 1652 verdween de laatste melaatse uit Terbank. Het klooster werd een priorij van voornamelijk adellijke augustinessen. In 1783 vond Jozef II van Oostenrijk, Rooms-Duits keizer, dat het klooster nutteloos was omwille van de afwezigheid van ziekenzorg. Het bestuur van de Oostenrijkse Nederlanden besliste daarom dat Terbank mocht afgebroken worden.

### Afbraak (1783-1796)
In de jaren 1780-1790 werd het klooster grotendeels afgebroken, inbegrepen de nieuw gebouwde kerk. De kloosterzusters keerden nog tweemaal terug, na het einde van de Oostenrijkse Nederlanden, waarbij ze een deel terug opbouwden. Het nieuwe Franse bestuur in de Nederlanden maakte een definitief einde aan Terbank en in 1796 werden de laatste augustinnessen verjaagd uit het grotendeels verwoeste klooster.

## Privaat (1796-1858)
Het klooster van Terbank werd publiek verkocht en geraakte in privé-handen, weliswaar in handen van sympathisanten van de augustinessen. De afbraak ging evenwel verder. De augustinessen keerden nooit meer terug.

## Dominicanessen (1858-1971)

### Opbouw (1858-1874)
In Leuven verbleven in de 19e eeuw dominicanessen, die eveneens hun klooster waren kwijt geraakt door keizer Jozef II. Zij legden zich toe op de zorg voor weeskinderen en lieten hun oog vallen op de ruïne in Terbank. Financiële hulp kregen ze van hertog Engelbert van Arenberg voor een kloostergebouw opgetrokken in neo-gotische stijl. Deze woonde op het nabije kasteel van Heverlee. De hertog had evenwel andere ideeën. Geen weeshuis voor hem, maar een home om bejaarde dames te verzorgen. Hiertoe regelde de hertog de komst van dominicanessen uit Frankrijk. De armslag vanuit Frankrijk werd een aantal Leuvense zusters te veel en ze verlieten de orde der dominicanessen. Hierdoor werden de ouders van de zusters woedend en zij eisten hun bruidsschat terug. De bruidsschat hadden de ouders geschonken op het moment dat hun dochter in de orde trad. Dit leidde tot belangrijke financiële discussies. Liberalen uit Leuven schreven smalend over het financieel gekrakeel in Terbank. In 1874 werd een compromis bereikt die voor iedereen aanvaardbaar was: de Franse zusters keerden terug naar Frankrijk; de hertog verkreeg de home voor bejaarde dames; bisschop Faict van Brugge stuurde Dominicanessen uit Engelendale naar Terbank, met akkoord van de aartsbisschop van Mechelen, Dechamps. Terbank kon opnieuw van start gaan.

### Home voor bejaarde dames (1874-1919)
Dominicanessen uit Engelendale verzorgden en organiseerden de home voor bejaarde dames. Terbank was in die tijd uitgegroeid tot een nieuwe wijk van de gemeente Heverlee, met de parochiekerk van Terbank die zelfstandig werd van Sint-Lambertus (1899). De directeur van Terbank leidde het katholiek verenigingsleven in de wijk. De home bleef bestaan tot 1919, het jaar waarop de hertogen van Arenberg hun kasteel in Heverlee verkochten en naar Duitsland trokken.

### Weeshuis (1919-1922)
Het oorspronkelijke idee van de dominicanessen voor een weeshuis voor meisjes werd in de praktijk gebracht. Dit liep financieel echter niet vlot en het project werd vlug verlaten.

### Berg Tabor (1922-1957)
De zusters dominicanessen hadden een nieuw project opgericht: de Werken van de Berg Thabor (of Tabor). Terbank ofwel Berg Tabor werd een openluchtschool. De Werken van de Berg Tabor gaven een financiële injectie in Terbank. Hierdoor konden zieke en zwakke kinderen verzorgd worden 'in open lucht', ook tijdens de schoolvakanties, in zogenaamde schoolkolonies. Kinderen aangesloten bij de Christelijke Mutualiteit kwamen in aanmerking. De gebouwen werden heringericht en er kwam een zwembad. De zusters hadden een bijzondere aandacht voor de verzorging van tuberculose, het gezondheidsprobleem van die tijd.

### Medisch-Pedagogisch Instituut Sinte-Catharina (1957-1971)
Nadien organiseerden de zusters van Engelendale in Terbank een Instituut, gespecialiseerd zowel medisch als qua scholing, voor kinderen met een zware handicap. Dit medisch-pedagogisch instituut werd genoemd naar de heilige Catharina van Siena, van de orde der dominicanessen.

## School Ter Bank (1971-nu)
In 1971 werd het Medisch-Pedagogisch Instituut omgevormd tot de vzw Priorij Terbank. Deze niet-religieuze vzw bouwde verder aan kleuter- en lager onderwijs, later ook middelbaar technisch onderwijs voor kinderen in het Bijzonder Onderwijs. De gebouwen werden grondig gerenoveerd. De laatste zusters verlieten Terbank in 1989.